# يومي يوشيوكي
يومي يوشيوكي (باليابانية: 吉行由実؛ بالكانا: よしゆき ゆみ) هي كاتبة سيناريو ومخرجة وممثلة يابانية، ولدت في 19 أغسطس 1965 في اليابان.

## أعمال

### أفلام
- (2000) ذا كورس

## وصلات خارجية
- يومي يوشيوكي على موقع IMDb (الإنجليزية)
- يومي يوشيوكي على موقع ألو سيني (الفرنسية)
- يومي يوشيوكي على موقع أول موفي (الإنجليزية)
- يومي يوشيوكي على موقع قاعدة بيانات الفيلم (الإنجليزية)
- يومي يوشيوكي على موقع كينوبويسك (الروسية)